# Патріот України (громадська організація)
«Патріо́т Украї́ни», скор. ВГО «ПУ» — українська ультранаціоналістична напіввійськова організація, котру було зареєстровано 2006 року в Харкові, і яка була активна до 2014 року. Виконувала охоронні функції Соціал-Національної Асамблеї. Лідером організації (Головним Командиром) був Андрій Білецький.

## Історія

### 1996—2001
У 1996 році було сформовано Товариство сприяння Збройним Силам та Військово-Морському Флоту України "Патріот України". Організацію очолив Андрій Парубій.
12 грудня 1999 р. відбувся І з'їзд «Патріоту України». Ввечері того ж дня вулицями Львова смолоскипною ходою "Вогні над містом" пройшла колона, що налічувала приблизно 3 тис. учасників, тисяча з яких - уніформовані члени Товариства "Патріот України". Напередодні з'їзду учасники Патріоту України під музичний супровід гурту "Дивні" випустили альбом "НАШІ!", з метою популяризації українських маршових націоналістичних пісень. Альбом було записано на студії "ВЕЖА".
У 1998-1999 роках харківський осередок Товариства почав схилятись до ідеології проросійського панславізму, а також змінювати вигляд символіки Товариства, уподібнюючи її до нацистської символіки. У зв'язку з цим керівництво Товариства "Патріот України" перестало визнавати харківський осередок та вважати його частиною Товариства.
Після припинення діяльності "Патріоту України" підрозділи організації залишилися в Житомирі, де місцевий осередок переформатувався на громадську організацію «Гайдамаки», та в Харкові, де осередок без офіційної реєстрації, який не нараховував і десяти осіб та й загалом мав доволі опосередковане відношення до організації цілком, але розпуститись відмовився.

### 2005—2012
Відроджуватися організація почала у 2005 р. у Харкові. 17 січня 2006-го «Патріот» офіційно зареєстровано в Харківському обласному управлінні юстиції як громадську організацію. Керівництво нового й єдиного «Патріоту України» позиціонує себе як Головний Провід незалежної організації, без прив'язку до будь-якої партії.
9 березня 2006 р. учасники «Патріоту України» заблокували для обласної й міської влади підхід до пам'ятника Т. Г. Шевченку в м. Харкові, протестуючи проти надання російській мові статусу другої офіційної у Харкові.
З 17 вересня 2006 р. «Патріот України» проводить щорічну нічну відсвяту на руїнах давньоруського городища Донець (с. Карачівка Харківської області).
18 листопада 2006 р. в Харкові проведено І Всеукраїнський З'їзд Організації, проголошено про утворення Київської міської організації «Патріот України» (другого територіального осередку). Представникам останнього подарували крайову хоругву.
12 квітня 2008 р. на ІІ Всеукраїнському З'їзді Організації крайову хоругву подарували восьмому територіальному осередкові організації — Полтавській обласній організації «Патріот України» і проголосили про готування до утвору дев'ятого осередку в м. Чернігові. Того ж дня в приміщенні Харківської обласної організації Всеукраїнського Товариства «Просвіта» ім. Т. Г. Шевченка з ініціативи «Патріоту» пройшла ідеологічна конференція «Українські нові праві» за участю представників громадської організації «Українська Альтернатива» (м. Чернігів), старшин козацьких громад Криму та уповноважених від Української Націонал-Трудової партії (Київ і Харків), де обговорювався стан і перспективи правого руху на теренах України й у світі. За результатами конференції учасники погодилися здійснювати свою громадсько-політичну діяльність спільно.

#### Осінь 2008 року
18 жовтня 2008 року «Патріот України» виступив організатором маршу на честь УПА, який закінчився сутичками з міліцією: було затримано понад 100 учасників акції.
8 листопада 2008 р. у м. Києві проведено нараду керівників Українських нових правих соціал-націоналістичних організацій, прийнято рішення про утворення єдиної соціал-націоналістичної сили — Соціал-Націоналістичної Асамблеї, яка організаційно об'єднала 4 соціал-націоналістичні організації («Патріот України», НД «РіД», ЧПР «Українська Альтернатива», ГО «СіЧ»). УНТП, Свято-Андріївський козацький курінь та ГО «Тверезий Київ» заявили про своє союзницьке відношення до СНА.

#### Кримінальні справи 2011
З серпня 2011 р. розпочалися арешти членів «Патріот України». Наприкінці серпня 2011 р. у Києві та Василькові заарештовані старшини місцевих осередків Сергій Бевз, Володимир Шпара, Олексій Чернега, активісти СНА Ігор Мосійчук, Віталій Зателепа. Їм інкримінували підготовку теракту.
З серпня 2011 р. по лютий 2014 р. троє Сергій Бевз, Ігор Мосійчук, Володимир Шпарою утримувались у Лук'янівській в'язниці.
23 серпня 2011 р. на офіс Харківського осередку Організації вчинив збройний напад Сергій Колесник, який поранив двох старшин Організації Ігоря Михайленка та Віталія Княжеського, і сам госпіталізований з черепно-мозковою травмою. 11 вересні 2011 р. І. Михайленка і В. Княжеського заарештовано за підозрою у замаху на вбивство С. Колесника.[джерело?]
19 листопада 2011 р. на Андрія Білецького вчинено замах: у під'їзді власного будинку в нього кілька разів вистрелили з револьвера, одна куля влучила в щелепу, друга — прострелила руку. Після цього нападники швидко втекли через «чорний» вихід з будинку, де вони попередньо зіпсували замок. Поранений Андрій Білецький здоровою рукою дістав власний травматичний пістолет і намагався переслідувати нападників, але ті втекли на автомобілі, що чекав їх біля виходу. Ввечері того ж дня сам поранений поїхав до 4-ї лікарні невідкладної хірургії м. Харкова, де йому були проведені 2 операції, вилучені 2 свинцеві кулі.
Дані дії СБУ та МВС організований соціал-націоналістичних рух розцінив як політичні репресії, у зв'язку з чим у різних містах країни проходили акції протесту проти політичних репресій щодо українських націоналістів (зокрема у Києві, Харкові, Львові, Донецьку, Житомирі, Івано-Франківську).

### 2013—2014
Під час всеукраїнських акцій протесту впродовж листопада 2013 — лютого 2014 «Патріот України» підтримав громадський рух Правого сектора. Активісти організації були активним учасниками акцій протесту проти свавілля спецпідрозділів міліції та внутрішніх військ під час Євромайдану, зокрема під час протистояння на Грушевського з 19 по кінець січня 2014, штурму майдану Незалежності 18—20 лютого 2014 та, ймовірно, під час подій біля Адміністрації Президента України 1 грудня 2013. У травні 2014 року члени організації створили батальйон «Азов».

### 2015
Навесні 2015 року колишні бійці полку «Азов» та члени організації, вирішили реформувати організацію «Патріот України» у Цивільний Корпус «Азов».

## Програма
Організація виступає за монорасове мононаціональне суспільство збудоване на принципах Української національної ідеї та соціальної справедливості.
Програма містить наступні пункти:
- Створення політичного, соціального та господарського ладу Української Держави на принципах націократії — національна солідарність, надкласовість, антипартійність, якісна суспільна ієрархія, дисципліна, суспільний контроль, самоорганізація, самоврядність. Існування політичних партій, груп, організацій та ідеологічних гуртів заборонене.
- Головними джерелами інновацій виступають мале підприємництво та науково-дослідні інститути.
- Проти входження Української Держави до будь-яких блоків і наддержавних структур, крім тих, які ініційовані Україною і в яких вона відіграє провідну роль. Створення Центрально-Європейської Конфедерації (блоку країн, що розміщені в геополітичному трикутнику Балтика — Балкани — Кавказ).
- Ядерний статус України, заборона комерційних й приватних засобів масової інформації, як посередників розповсюдження ангажованої, необ'єктивної та маніпулятивної інформації.

З точки зору організації, загрозою національній ідентичності можуть бути зовнішні ідеологічні впливи.

## Діяльність
«Патріот України» відзначився громадськими та політичними акціями внутрішньовкраїнської та зовнішньої спрямованості, серед яких пікетування посольства Німеччини 27 жовтня 2007 р. з вимогами скасувати закон «Herz-IV» та МЗС України на підтримку Сербії проти самопроголошеної незалежності Косова 01 лютого 2008 р.
Під патронатом організації проводилися музичні концерти, концерт пам'яті Яна Стюарта, фестиваль паганської (язичницької) музики «Нав'я ніч»).
Щорічно 14 квітня з нагоди річниці початку козацького повстання Коліївщини організація проводить ходу «Марш Патріотів»: двічі (2006, 2008 рр.) в Харкові й один раз (2007 р.) у Києві. Організація проводить різноманітні акції в дні українських національних свят (День пам'яті Героїв Крут 29 січня, День Героїв 23 травня, День створення УПА 14 жовтня тощо).

### Вишколи
«Патріот України» проводить військово-прикладні вишколи, серед яких Всеукраїнських — «Скіфія-2007» (початок серпня 2007 р.), «Зимовий похід-2008» (кінець січня 2008 р.) та «Скіфія-2011» (середина серпня 2011 р.) «Карпатія-2013» (серпень 2013 р.)

В Харкові
Тренування

### Книговидавнича діяльність
Впродовж 2007—2008 рр. за сприяння Організації випущено в друк серію видань «Бібліотека Організації „Патріот України“». Серію розпочато випуском книжок:
- «Українська Повстанська армія»: фаховий висновок робочої групи істориків при урядовій комісії з вивчення діяльності ОУН-УПА, 2007 р.
- Микола Сціборський, «Націократія»: скорочений виклад, 2007 р.
- «Український соціальний націоналізм»: збірка ідеологічних робіт та програмових документів, 2007 р.

### Атрибутика
Організація «Патріот України» як емблему використовує монограму «ПУ» — стилізоване під рунічну писемність зображення заголовних літер «П» та «У».
Прапор організації являє собою квадратне полотнище золотистого кольору із зображенням «Рунічного Тризубу» — стилізованого під рунічну писемність зображення центральної геральдичної фігури герба України (Тризуба). «Рунічний Тризуб» також є емблемою «Патріота України» й зображується, як правило, чорним кольором на золотому тлі.
Керівництво і рядове членство «Патріоту» використовує «Ідею Нації» — монограму у вигляді великих літер «І» та «N», накладених одне на одну, яка до 2004 року була символом Соціал-Національної партії України.

## Критика
Євген Захаров, співголова Харківської правозахисної групи, у листі ло Центрального правління Всеукраїнського Товариства «Просвіта» ім. Т. Шевченка у вересні 2008 р. писав:
«За свідченням правоохоронних структур та правозахисних організацій, дуже тісними є переплетіння воєнізованої праворадикальної організації „Патріот України“ з неонацистським середовищем — передусім на Харківщині та у Києві, зв'язки „патріотів“ з російськими неофашистами (зокрема, з „Російським православним націонал-соціалістичним рухом“)».
Правозахисник також звинуватив організацію «Патріот України» в антисемітизмі, расизмі, неофашизмі, поширенні ідей ксенофобії, націонал-соціалізму та неонацизму.
Журналістка Reuters Габріела Бачинська в своєму матеріалі зазначає, що «Патріот України» пропагує принципи переваги білих, расової гігієни, авторитарної влади та централізованої національної економіки, закликає до відмови від політичної демократії.